# Masumlar Apartmanı
Masumlar Apartmanı è un serial televisivo drammatico turco composto da 71 puntate suddivise in due stagioni, trasmesso su TRT 1 dal 15 settembre 2020 al 24 maggio 2022. È un libero adattamento del romanzo del 2004 Madalyonun İçi della scrittrice Gülseren Budayıcıoğlu.

## Trama

### Prima stagione
Han Derenoğlu è un giovane uomo d'affari, ma pieno di ricordi dolorosi. Esat, il suo migliore amico, lo rimprovera perché non ha una ragazza, ma a lui non importa. Da quando è tornato dagli Stati Uniti, Han ha promesso di dedicarsi completamente alla cura del padre malato, Hikmet , e delle sue tre sorelle: Safiye, Gulben e Neriman, che soffrono di diversi traumi che si trascinano dietro da una tragedia familiare e che impediscono loro di avere una vita normale. Han si isola da qualsiasi attività sociale e da qualsiasi amore. Cioè, finché non incontra İnci. Quest'ultima invece è stata abbandonata dalla madre, che ha creato una situazione di dipendenza dal suo fidanzato alcolizzato e, quando è decisa a lasciarlo, lui la sorprende con una festa di compleanno e una proposta di matrimonio che la fa scappare di casa. Confusa, la giovane è distratta dalla sua auto e si scontra con Han, che porta immediatamente in un centro sanitario. Ma poiché lui non ha nessuno che lo accompagni, lei si offre di prendersi cura di lui, dando inizio alla loro storia d'amore. İnci e Han si troveranno nella situazione più inaspettata e tra loro nascerà immediatamente l'amore, ma non mancheranno gli ostacoli, anche da parte della cerchia più ristretta.

### Seconda stagione
Nel periodo successivo alla morte di İnci, nessuno ebbe più la forza di affrontare le nuove difficoltà della vita. Mentre Memduh ed Ege cercano di sostenersi a vicenda e di aiutare le persone nell'appartamento, il completo isolamento di Han dalla sua vecchia vita dopo aver lasciato l'ospedale colpisce tutti, in particolar modo Safiye. I problemi in casa sono ormai diventati inestricabili. Le condizioni di Han e la malattia di Naci portano le ossessioni di Safiye a un livello molto più alto. Come sempre, Gülben rinuncia alla propria felicità per stare con la sua famiglia. Mentre Hikmet continua a soffrire gli effetti della sua malattia progressiva, continua a dare filo da torcere a tutti a causa della sua mancanza di memoria. Alla fine, Neriman, che non sopporta questa situazione, prende in mano la situazione e fa un passo avanti. Tuttavia, l'arrivo di un ospite inaspettato nell'appartamento cambierà il corso della situazione.

## Puntate
La serie è andata in onda su TRT 1 dal 15 settembre 2020 al 24 maggio 2022: la prima stagione è stata trasmessa dal 15 settembre 2020 all'8 giugno 2021, mentre la seconda stagione dal 14 settembre 2021 al 24 maggio 2022.
| Stagione         | Puntate | Prima TV Turchia | Prima TV Italia |
| ---------------- | ------- | ---------------- | --------------- |
| Prima stagione   | 37      | 2020-2021        | inedita         |
| Seconda stagione | 34      | 2021-2022        | inedita         |

## Personaggi e interpreti

### Personaggi principali
- Safiye Derenoğlu Ataç (episodi 1-71), interpretata da Ezgi Mola.
- Han Derenoğlu (episodi 1-71), interpretato da Birkan Sokullu.
- İnci Özdemir Derenoğlu (episodi 1-17, 19-37), interpretata da Farah Zeynep Abdullah.
- Gülben Derenoğlu Bilen (episodi 1-55, 57-71), interpretata da Merve Dizdar.
- Ceylan Ongun Derenoğlu (episodi 47-62, 64-71), interpretata da Aslıhan Gürbüz.
- Memduh Tınaz (episodi 1-26, 28-47, 49-56, 58-63, 65-71), interpretato da Atilla Şendil.
- Naci Ataç (episodi 11-27, 30-71), interpretata da Tansel Öngel.
- Esra Şafak (episodi 1-71), interpretata da Esra Ruşan.
- Esat Bilen (episodi 1-55, 57-71), interpretato da Uğur Uzunel.
- Neriman Derenoğlu (episodi 1-71), interpretata da Gizem Katmer.
- Ege Özdemir (episodi 1-71), interpretato da Emir Özden.
- Hikmet "Hayal" Derenoğlu (episodi 1-70), interpretato da Metin Coşkun.

### Personaggi secondari
- Bayram (episodi 1-17, 19-49, 51, 53-71), interpretato da Meriç Özkaya.
- Tomris Ataç (episodi 16-20, 35-37, 43, 45-50, 54-55, 69-70), interpretata da Ayça Melek Gülerçe (episodi 16-20, 35-37) e da Rual Doğan (43, 45-50, 54-55, 69-70).
- Anıl Saran (episodi 29-42, 45-48, 50-63, 66, 68-71), interpretato da Selim Can Yalçın.
- Okşan Namık (episodi 32-39, 41-42, 44, 46-49, 51-54, 56-71), interpretata da İpek Ayaz Kortunç.
- Şennur Bilen (episodi 36-37, 39, 41-45, 50-51, 57-65, 67-71), interpretata da Tülay Bursa.
- Ömer (episodi 68-71), interpretato da Ateş Balcı.
- ¿? (episodio 27), interpretato da Coşkun Özmeriç.
- Yağmur Ateş (episodi 27-31, 33, 35), interpretata da Seda Akman.
- ¿? (episodio 38), interpretata da Gözde Mutluer.
- ¿? (episodio 63), interpretata da Gönül Gezer.
- ¿? (episodio 65-68), interpretato da Erman Bağrı.
- Abidin Bilen (episodi 50-51, 59-60), interpretato da Halit Karaata.
- Rüya (episodi 38-57), interpretata da Melisa Şenolsun.
- Gülru Oktay (episodi 15-20, 35-37), interpretata da Pervin Bağdat.
- Barış (episodi 15-20, 35-37), interpretato da Cem Avnayim.
- Gamze (episodi 1, 6, 9-10, 12, 14-16, 19-32, 34-35), interpretata da Gökçe Aydın.
- Emre (episodi 1, 6, 9-10, 12, 14-16, 19-25, 27, 30, 32, 35), interpretato da Enes Demirkapı.
- Cüneyt (episodi 2-4, 6, 8-9, 11-12, 14, 22-24, 26-29), interpretato da Barış Bağcı.
- Haluk Özdemir (episodi 4-8, 14-25), interpretato da Mert Asutay.
- Uygar Taşdelen (episodi 1-4, 6, 8-9), interpretato da Alper Saldıran.
- Pınar (episodi 1-4, 6), interpretata da Merve Sarıtaş.
- Vedat (episodi 43, 45-46), interpretato da Süreyya Gürsel Evren.
- Ufuk (episodi 41, 43, 45-47), interpretata da Esra Akkaya.
- Selvi (episodi 42-45, 51), interpretata da Özlem Ulukan.
- Serap (episodi 42-45, 51), interpretata da Hilal Kuvvet.
- Sertab (episodi 42-45, 51), interpretata da Dicle Konuralp.
- Kemal (episodi 49, 51), interpretato da Balamir Emren.
- Tuncay Bilen (episodio 51), interpretato da Zafer Kalfa.
- Ekrem Bilen (episodio 51), interpretato da Kemal Balıbaş.
- Hasan Bilen (episodio 51), interpretato da Barış Çakmak.
- Mazlum "Mazo" (episodi 53-58), interpretato da Armağan Oğuz.
- Memo (episodio 62), interpretato da Emin Günenç.
- Barkın (episodi 43, 48, 50-53, 58, 60-62, 65-66), interpretato da Emrah Altıntoprak.
- Ebru Belen (episodi 66-67), interpretata da Neslişah Ertürk.
- Yiğit Belen (episodi 66-67), interpretato da Umut Orkun.
- İdil (episodi 64-67, 69), interpretata da Güliz Gençoğlu.

#### Guest star
- Erol Evgin (episodio 41), interpreta sé stesso.
- Selami Şahin (episodio 51), interpreta sé stesso.
- Arda Türkmen (episodio 53), interpreta sé stesso.
- Şükrü Özyıldız (episodio 55), interpreta sé stesso.

### Personaggi allucinatori
- Hasibe Derenoğlu (episodi 1-35, 37-55, 57-58, 60-71), interpretata da Açelya Devrim Yılhan.
- Safiye Derenoğlu (episodi 1-22, 24-25, 27-30, 32-35, 37, 39-40, 43, 45, 47, 51, 54-55, 57-59, 62-63, 66-68, 70-71), interpretata da İrem Kübra Bakırtaş.
- Hikmet Derenoğlu (episodi 1, 3-9, 18-19, 28, 30, 40, 54, 57-59, 66, 68-71), interpretato da Mert Tümer.
- Han Derenoğlu (episodi 3, 5-9, 13-15, 17-20, 25, 28-30, 35, 37, 40, 50-51, 54, 56-59, 63, 66, 68, 70-71), interpretato da Berkay Celal Çetin.
- Gülben Derenoğlu (episodi 3, 6-8, 13-14, 18, 25, 28, 32, 37, 40, 43, 45-47, 51, 54, 57-59, 63, 66, 68, 70-71), interpretata da Eylül Şenocak.
- Esat Bilen (episodi 7, 10, 32, 50, 56), interpretato da Süleyman Eymen.
- Melek (episodi 9, 14, 17, 37, 50, 56, 71), interpretata da Melike Turnaoğlu.
- Naci Ataç (episodi 9-12, 14-16, 18-22, 27, 33, 37, 45, 51, 54-55, 58-59), interpretata da Sidar Tublek.
- Ela Özdemir (episodi 12, 15-17, 20, 23, 25-26, 28, 37), interpretata da Ceren Yüksekkaya.
- İnci Özdemir (episodi 15-17, 20, 23, 25-26, 28, 37), interpretata da Yasemin Nil Yüksel.
- Haluk Özdemir (episodi 15-17, 20, 23, 26, 28), interpretato da Mert Asutay.
- Ege Özdemir (episodi 15, 17), interpretato da Ayaz Altıntaş.
- Gülru Oktay (episodi 15, 18, 20, 33, 45, 67), interpretata da Nehir Çağla Yaşar.
- Meryem Kandemir (episodi 19-21, 24-25, 28-29, 32), interpretata da Serpil Gül.
- Mazlum "Mazo" (episodio 56), interpretato da Adin Külçe.
- Memo (episodio 63), interpretato da Emin Günenç.
- Perihan Derenoğlu (episodio 70).
- Ömer Derenoğlu (episodio 70).
- Hikmet "Hayal" Derenoğlu (episodio 71), interpretato da Metin Coşkun.

### Personaggi legati agli spin-off
- Kırmızı Oda
  - Segretario Tuna (episodi 43, 45, 50), interpretata da Gülçin Kültür Şahin.
  - Çaycı Hüseyin (episodio 43), interpretato da Baran Can Eraslan.
  - Dottoressa Manolya "Hanım" Yadigaroğlu (episodi 45-46, 50-51, 57-71), interpretata da Binnur Kaya.

## Produzione
La serie è diretta da Çağrı Vila Lostuvalı, Ender Mıhlar e Çiğdem Bozali, scritta da Deniz Madanoğlu e Rana Mamatlıoğlu e prodotta da OGM Pictures.

### Riprese
L'appartamento utilizzato come location principale nella serie è il Temel Apartmanı situato nel quartiere Beyoğlu, in provincia di Istanbul. Il luogo a cui ci si riferisce come ufficio di Han è l'Antique Lace HQ/Showroom, che si trova a Istanbul Büyükçekmece ed è stato completato nel 2020.

## Riconoscimenti
- Altın Objektif Awards
  - 2021: Premio come Miglior serie televisiva dell'anno per Masumlar Apartmanı[14]
  - 2021: Premio come Miglior attrice televisiva dell'anno a Ezgi Mola[14]
  - 2021: Premio come Miglior attore televisivo dell'anno a Birkan Sokullu[14]
- Ayakli Gazete TV Stars Awards
  - 2021: Premio come Miglior serie televisiva per Masumlar Apartmanı
  - 2021: Premio come Miglior attrice in una serie televisiva a Ezgi Mola
  - 2021: Candidatura come Miglior attore in una serie televisiva a Birkan Sokullu
  - 2021: Premio come Migliore attrice non protagonista a Merve Dizdar
  - 2021: Candidatura come Miglior sceneggiatura in una serie televisiva a Deniz Madanoğlu
- Pantene Golden Butterfly Awards
  - 2021: Candidatura come Miglior serie televisiva per Masumlar Apartmanı[15]
  - 2021: Candidatura come Miglior attrice a Ezgi Mola[15]
  - 2021: Candidatura come Miglior attore a Birkan Sokullu[15]
  - 2021: Premio come Miglior attrice a Merve Dizdar[15]
  - 2021: Candidatura come Miglior attore bambino a Berkay Celal Çetin[15]
  - 2021: Candidatura come Miglior attrice bambina a Eylül Şenocak[15]
  - 2021: Candidatura come Miglior attrice bambina a Yasemin Nil Yüksel[15]
  - 2021: Premio come Miglior regista a Çağrı Vila Lostuvalı e Çiğdem Bozali[15]
  - 2021: Candidatura come Miglior sceneggiatura a Deniz Madanoğlu e Rana Mamatlıoğlu[15]
  - 2021: Premio come Miglior musica per una serie televisiva ad Alp Yenier[15]
  - 2022: Candidatura come Miglior serie televisiva per Masumlar Apartmanı[16]
  - 2022: Candidatura come Miglior attrice a Ezgi Mola[16]
  - 2022: Candidatura come Miglior coppia televisiva a Birkan Sokullu e Aslıhan Gürbüz[16]
- PRODU Awards
  - 2021: Candidatura come Telenovela in lingua straniera per Masumlar Apartmanı
  - 2021: Candidatura come Miglior attrice in una serie straniera a Ezgi Mola
  - 2021: Premio come Miglior attore in una serie straniera a Birkan Sokullu
  - 2021: Candidatura come Miglior attrice in una serie straniera a Merve Dizdar
- Turkey Youth Awards
  - 2022: Candidatura come Miglior serie televisiva per Masumlar Apartmanı
- Venice TV Award
  - 2021: Candidatura come Miglior soap / telenovela a Çağrı Vila Lostuvalı e Çiğdem Bozali